# くれいどるそんぐ 〜昨日に奏でる明日の唄〜
『くれいどるそんぐ 〜昨日に奏でる明日の唄〜』は2004年2月27日にういんどみるより発売された18禁恋愛アドベンチャーゲームである。ういんどみるオフィシャルダウンロードストアよりダウンロード版が販売されている。

## ストーリー
（出典：）
大昔に人類を救ったとされる竜も、現代では絶滅していた。ある日、聖竜と呼ばれる最強の竜の遺骨とメッセージが王国内で発見される。竜の存在を疑っていた国民も、この大発見に歓喜する。
主人公・クロイス・ターニアは竜の遺骨騒ぎとは無縁に深夜の街をさまよっていた。クロイスは深夜に1人で街を徘徊している怪しげな少女と出会う。その少女・レア・ティータが抱いていた動物は、絶滅したとされる竜の子供だった。
好奇心に負けたクロイスはレアと一緒に仔竜を育て始める。しかし、仔竜の存在を隠すことはできず、やがて国王に知れてしまう。国王から仔竜の引き渡しを命じられたとき、クロイスはとある行動をとる。

## 登場人物

### メインキャラクター
クロイス・ターニア(Krois Tania)
元王国騎士団の部隊長。戦時中に妹を亡くしたことで、生きる意味を見出だせずに途方に暮れている。妹にかすかに似ているレアと出会ったことで、少しずつ変わっていく。
レア・ティータ(Rea Teata)
声 - 日向裕羅
身長：141cm B/H/W 68(A)/51/72
絶滅したはずの竜を持ち、育てようとしている少女。仔竜を育てるのを手伝ってくれるクロイスを「お兄ちゃん」と呼んで慕っている。クロイスの亡くなった妹と似ている。
メティス・ゼウ・ジュピス(Metis=Zew=Jupis)
声 - 成瀬未亜
身長：158cm B/H/W 82(C)/57/83
クロイスが住む国のプリンセス。じっとしているのが苦手な性格のため、城を抜けだしては街の子供たちと遊んでいる。親しみやすい性格なため、国民から慕われている。
ミル・リゼット(Mill Lisette)
声 - 金田まひる
身長：148cm B/H/W 72(A)/54/76
魔法研究機関の長であるネーブル卿の屋敷でメイドとして働く女の子。掃除が大好きであり、よく変な歌を歌いながら陽気に掃除をしている。そのため、クロイスに歌のことをからかわれることがしばしばある。照れ屋であり、からかわれると箒を振り回して怒る癖がある。
フィアナ・ファウファウ(Fiana Fau-Fau)
声 - 岩田由貴
身長：159cm B/H/W 85(C)/59/87
他人となるべく関わらずに生きてきた少女。しかし人間嫌いとう訳ではなく、親しくなった人には生来の優しさを見せる。クロイスと出会い、徐々に本当の自分を見せるようになる。レアが仔竜を見失ったときに、一時的に仔竜をかくまった。
セレニア・ラスムーン(Selenia Lasmoon)
声 - 北都南
身長：163cm B/H/W 86(D)/59/86
クロイスがよく行く酒場・Oasisの看板娘。酒場で働いているため、愛嬌と料理の腕がよい。笑顔を絶やさず接客をするが、客としてふさわしくない相手には容赦なく熱湯をかける。双子の姉妹がいる。
アルテ・ラスムーン(Arte Lasmoon)
声 - 海原エレナ
身長：165cm B/H/W 88(E)/58/86
王国騎士団の部隊長を務める女性騎士。職業柄、剣術の腕前は一流である。性格は温和で優しい。Oasisで働いているセレニアは双子の姉妹である。

### サブキャラクター
ラウス・カイル(Laus Kyle)
声 - Prof.紫龍
王国騎士団の団長で、クロイスとは長年ライバルだった。優秀な騎士であり、国王と部下から信頼されている。
ガライ・ラスムーン(Garai Lasmoon)
声 - 一条和矢
セレニアとアルテの父親。昼は冒険者に仕事を斡旋し、夜はOasisのマスターとして働いている。主人公とは昔からの知り合いである。かつては傭兵として働いていたことがあり、今でもその実力は衰えていない。
ヘンリー・ネーヴル(Henry Navel)
声 - 一条和矢
王家直属の魔法研究機関の最高権力者である。自身も魔法の研究家として一流で、国中に名前を知られている。立場と名声のために、国王に次ぐ権力を持っている。ミルをメイドとして雇っている。ミルに対して厳しい面があるが、それは彼女のことを実の娘のように大切に思っているためである。
リシア・ゼウ・ジュピス(Lycia=Zew=Jupis)
声 - 山中荘一
クロイスの住む国の国王であり、メティスの父親。優れた政治力と国民への思いやりから、名君と慕われている。クロイスを高く評価しており、彼にならば自分の娘を任せられると考えている。
リト・リゼット(Lito Lisette)
声 - 北都南
ミルの弟。大人のような理性的な話し方をする。少女のような外見をしており、そのことをよくクロイスにからかわれていた。8歳のときに原因不明の病で亡くなっている。
ハッチャン
声 - 小池竹蔵
ネーヴル氏の邸宅の地下室に封印されていた魔術書。魔術家の間では伝説の書として名高い。人の言葉を理解し話すことができる。正式名称が長いため、ミルによって適当に名前を付けられてしまった。魔法に関する知識を多く蓄えている。

## 関連商品
くれいどるそんぐ 〜昨日に奏でる明日の唄〜 スペシャルガイド
本作のビジュアルファンブック。2004年6月20日発行。ISBN 489613995X
くれいどるそんぐ
本作の小説版。ういんどみる原作、岡田留奈著。2004年9月発行。ISBN 4434047019